# Трудолюбовское сельское поселение (Татарстан)
Трудолюбовское се́льское поселе́ние — муниципальное образование в Аксубаевском районе Татарстана Российской Федерации.
Административный центр — село Трудолюбово.

## История
Статус и границы сельского поселения установлены Законом Республики Татарстан от 31 января 2005 года № 24-ЗРТ «Об установлении границ территорий и статусе муниципального образования "Аксубаевский муниципальный район" и муниципальных образований в его составе»

## Население
| 2010 | 2011 | 2012 | 2013 | 2014 | 2015 | 2016 |
| ---- | ---- | ---- | ---- | ---- | ---- | ---- |
| 717  | ↘714 | ↘692 | ↘674 | ↘647 | ↘633 | ↘602 |
| 2017 | 2018 | 2019 | 2020 |      |      |      |
| ↘598 | ↘583 | ↘557 | ↘543 |      |      |      |

## Состав сельского поселения
| № | Населённый пункт                      | Тип населённого пункта       | Население |
| - | ------------------------------------- | ---------------------------- | --------- |
| 1 | Алга                                  | деревня                      |           |
| 2 | Владимировка                          | деревня                      |           |
| 3 | Деревня имени Третьего Интернационала | деревня                      |           |
| 4 | Котловка                              | посёлок                      |           |
| 5 | Культура                              | село                         |           |
| 6 | Октябрь                               | деревня                      |           |
| 7 | Трудолюбово                           | село, административный центр |           |
| 8 | Тукай                                 | деревня                      |           |